# 叶康直
叶康直，字景温。建州(今福建建瓯市)人，宋朝进士。
曾任光化县知县。宋神宗年间(1068～1085年)，因谗获罪，后复官。元祐初年(1086～1093年)，加直龙图阁、知秦州。后知亳州，召为兵部侍郎。
叶康直逝世时64岁。